# 若葉紫
若葉 紫（わかば むらさき、1982年1月3日 - ）は、日本の俳優、津軽三味線奏者。本名、最上 健太（もがみ けんた）。大衆演劇の若葉五兄弟（チビ玉三兄弟）として知られる。

## 人物
- 若葉 紫（わかば むらさき）
- 身長：170cm
- 体重：60kg

若葉劇団では、チビ玉三兄弟の中心として活動してきたが、女方の頂点を極めたいと自らチビ玉三兄弟卒業を宣言。
2000年、新生若葉劇団を立ち上げ。
伝統の継承と破壊を基本理念に、新たな舞台芸術の可能性を日々模索している。
津軽三味線を9歳から村上豪に師事。2009年2月に村上豪悠の名を取得。
津軽三味線プレーヤーとしても活動中。
現在は新・演劇 若葉劇団にて活躍中。

## 経歴
- 1989年12月に初舞台を踏む。
- 2000年に新生若葉劇団の座長を襲名。

### 兄弟
- 弟・若葉市之丞
- 弟・若葉竜也
- 弟・若葉克実
- 妹・若葉美花子

## 出演

### メディア
ラジオ
- The Dave Fromm Show - INTER FM（2022年9月15日[1]、9月22日[2]）

テレビ
- 金曜エンタテイメント「頑張れ！チビ玉三兄弟！」フジテレビ系1994年〜1999年
- 武田鉄矢のショータイム「石川さゆり」（NHK BSプレミアム、2011年6月18日）[3]

### テレビドラマ
- 続・三匹が斬る！（テレビ朝日 他）沼津藩藩士 堀田新三郎 役

### テレビアニメ
- フルーツバスケット（2001年、テレビ東京 他）草摩慊人 役

### 舞台
- 若葉劇団全国ツアー
- 新生若葉劇団]全国ツアー
- 水前寺清子一座
- アメリカ公演
- 松井誠特別公演